# Beretta AR70
Das AR 70 ist ein Sturmgewehr des italienischen Herstellers Beretta.

## Geschichte
Beretta begann im Jahr 1968 mit der Entwicklung der AR-70-Familie. Die ursprüngliche Version AR 70/223 bzw. ihre Sonderausführungen wurden ab 1972 zunächst von italienischen Spezialeinheiten beschafft und auch ins Ausland exportiert, unter anderem nach Jordanien und Malaysia. Neben der Basisversion bot Beretta auch die verkürzten Sonderausführungen SC70/223 und SCS70/223 an sowie eine leichte MG-Variante unter der Bezeichnung AS70. Die Waffen der AR-70-Familie wurden zunächst nicht nach STANAG-Vorgaben gebaut. Ab Mitte der 1970er Jahre führten die italienische Marine und Luftwaffe das AR 70/223 ein, vor allem bei Sicherungseinheiten. Das Heer zog erst 1990 nach, beschaffte jedoch das verbesserte (und nach Stanag gebaute) AR 70/90 bzw. die Spezialausführungen SC70/90 und SCP70/90 (für Luftlandetruppen) als Ersatz für das Nachkriegsgewehr BM59 (7,62 × 51 mm NATO).

## Technik
Das AR-70 ist ein Gasdrucklader mit langem Hub und Drehkopfverschluss. Die Rückholfeder umschließt den Gaskolben. Der Drehkopfverschluss mit zwei Verriegelungswarzen entspricht dem Verschluss der Kalaschnikow. Der Schlagbolzen ist frei beweglich im Verschlussträger gelagert.
Das in Blechprägetechnik gefertigte Verschlussgehäuse ist in eine untere und obere Hälfte geteilt, die mit einem Scharnierstift unter dem Patronenlager und einem Arretierstift beim Pistolengriff zusammengehalten werden. Das obere Verschlussgehäuse, in dem der Verschlussträger läuft, hat einen rechteckigen Querschnitt. Auf der linken Seite ist der mit dem Daumen bedienbare kombinierte Sicherungs-/Feuerwahlhebel angebracht. Er hat drei Stellungen: Sicher, Dauer- und Einzelfeuer. 
Als Visier dient ein Dioptervisier mit drei Stellungen (100, 200 und 300 m). Das Stiftkorn ist auf dem Gasblock befestigt. Der Spannhebel befindet sich auf der rechten Waffenseite und ist fest mit dem Verschlussträger verbunden.
Vor dem Gasblock ist eine Gewehrgranatabschussvorrichtung angebracht, die als Laufhülle ausgeführt und mit dem Gasblock verschraubt ist. Das Granatvisier ist am Gasblock befestigt und verschließt beim Hochklappen den Gaskanal, so dass die gesamte Gasenergie auf die Granate wirkt und der Verschluss nicht repetiert.

## Varianten

### AR 70
Originale Ausführung mit Kalaschnikow-ähnlicher Magazinhalterung.
AR 70Standardausführung mit Plastkolben
SC 70nach rechts anklappbare Schulterstütze
SC 70 SKurzversion mit Schulterstütze
AR 70-78lMG-Ausführung mit Zweibein und 40-Schuss-Magazin (nicht in Serie produziert)
AR 70/223Ausführung als Selbstladegewehr (nur Einzelfeuer) für den zivilen Markt.

### AR 70/90
Modifizierte Ausführung aus den 1990er Jahren: kompatibel mit STANAG-Magazinen, hat andere Kolben, Vorderschäfte und Schulterstützen sowie ein Tragegriff, der die Visiereinrichtung aufnimmt.
- AR 70/90, Sturmgewehr für die Infanterie
- SC 70/90, Karabiner für Gebirgsjäger
- SCP 70/90 (SCS 70/90), verkürzte Version des SC 70/90 für Fallschirmjäger und Besatzung von gepanzerten Fahrzeugen.

Die AR- und SC-Modelle unterscheiden sich nur durch den Schaft. Die AR-Version verfügt über einen fixen glasfaserverstärkten Technopolymer-Schaft mit einer Schaftkappe aus Gummi. Die SC- und SCP-Versionen haben einen umklappbaren Metallschaft mit Rückstoßfuß aus Gummi, dadurch bei umgeklapptem Schaft eine deutlich verkürzte Gesamtlänge. Durch die Gestaltung des Kolbens sind alle Bedienelemente auf der rechten Seite des Karabiners auch bei umgeklappten Schaft zugänglich.

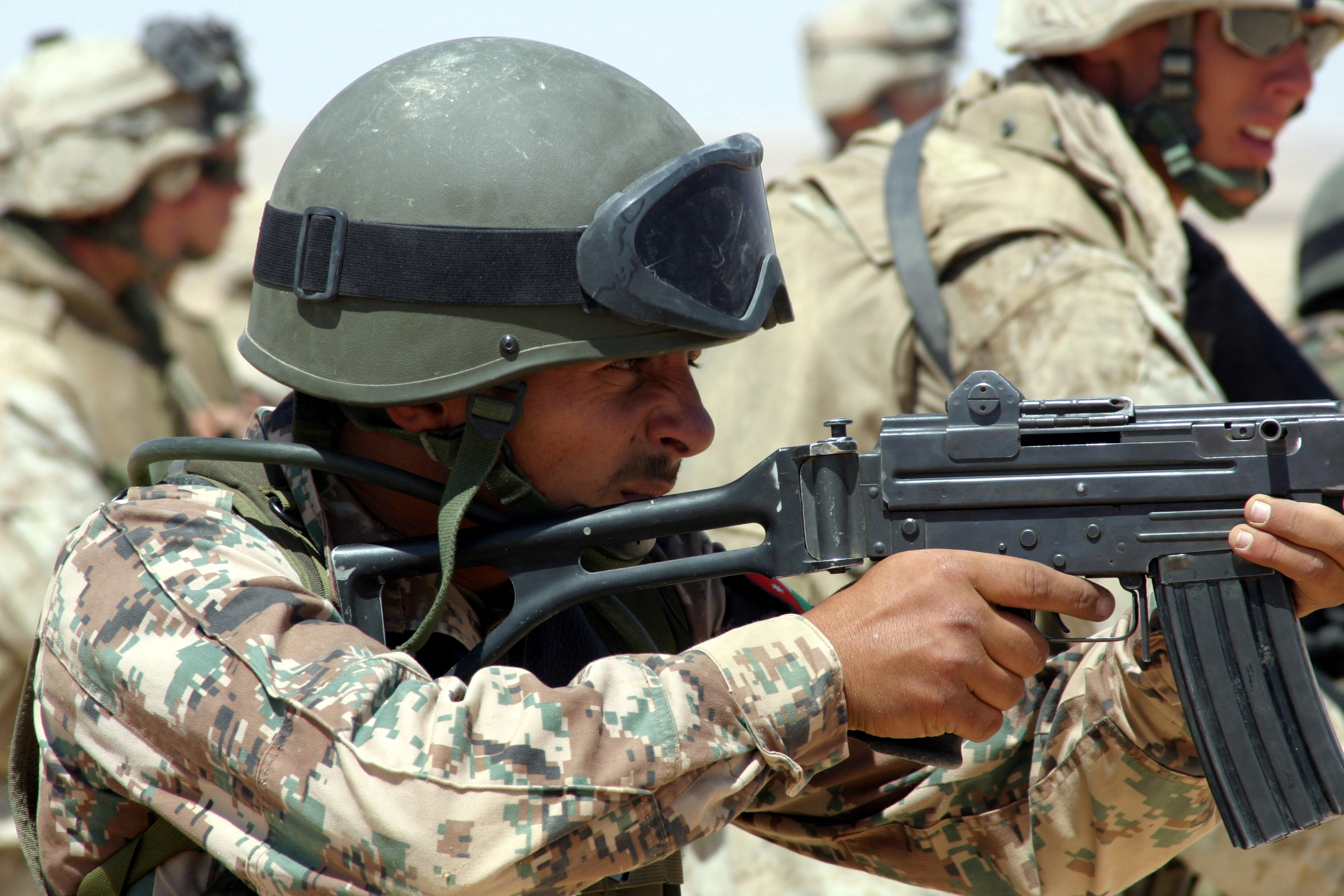
AR 70
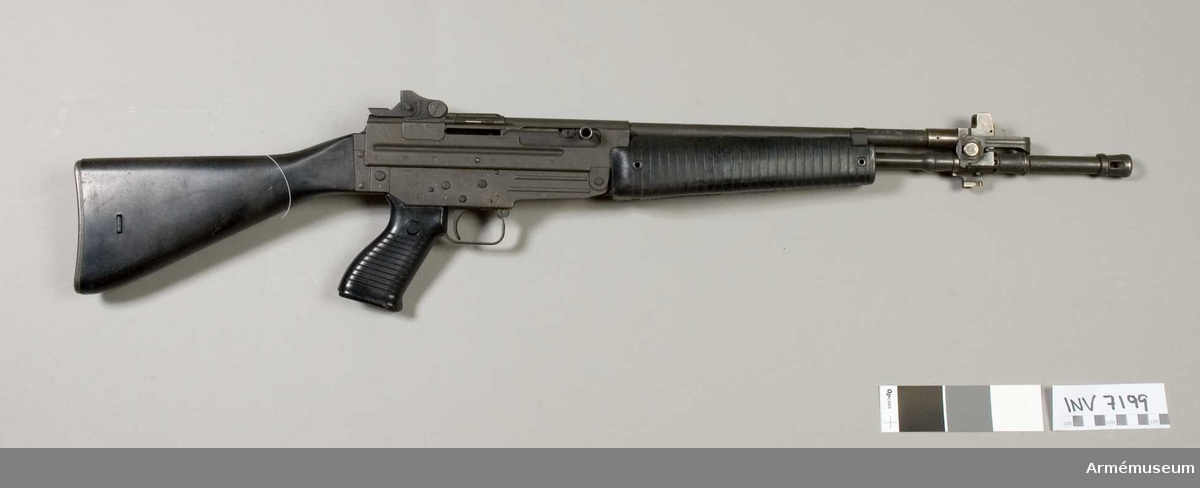
AR 70/223
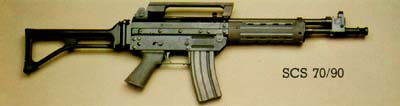
SCP 70/90